# Ficus prolixa
Ficus prolixa är en mullbärsväxtart som beskrevs av Forst. f.. Ficus prolixa ingår i släktet fikonsläktet, och familjen mullbärsväxter. Utöver nominatformen finns också underarten F. p. subcordata.

## Bildgalleri

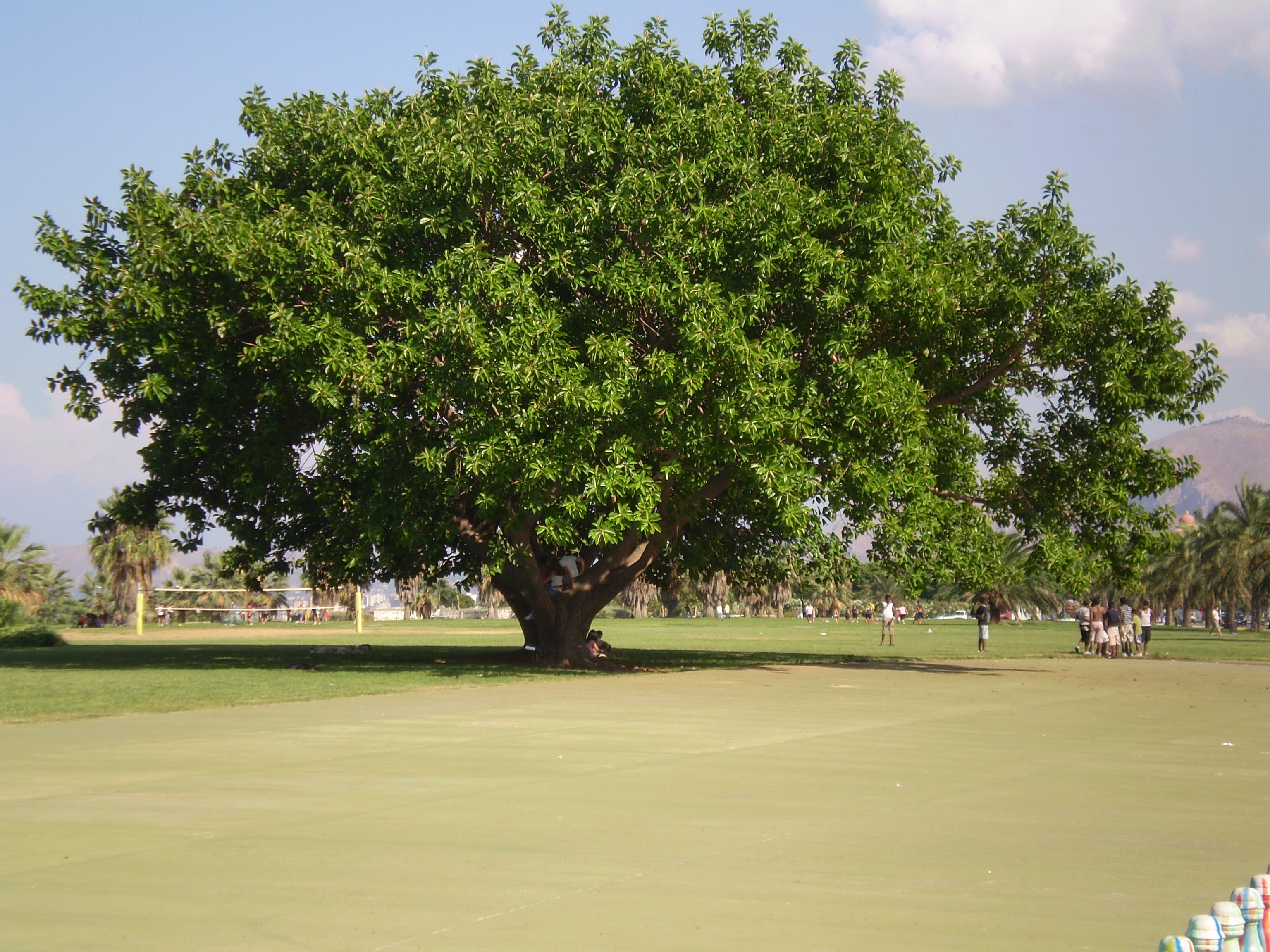
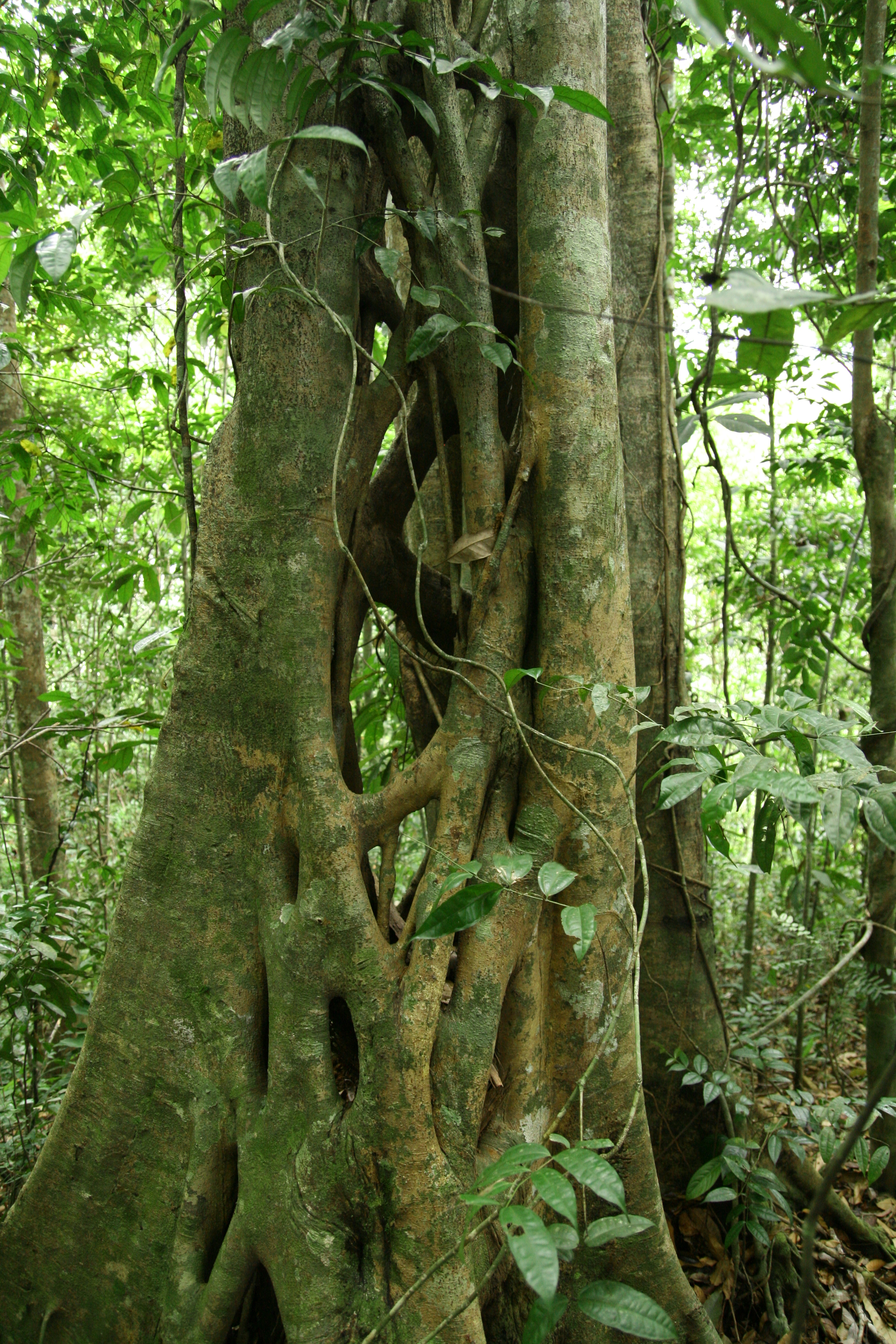
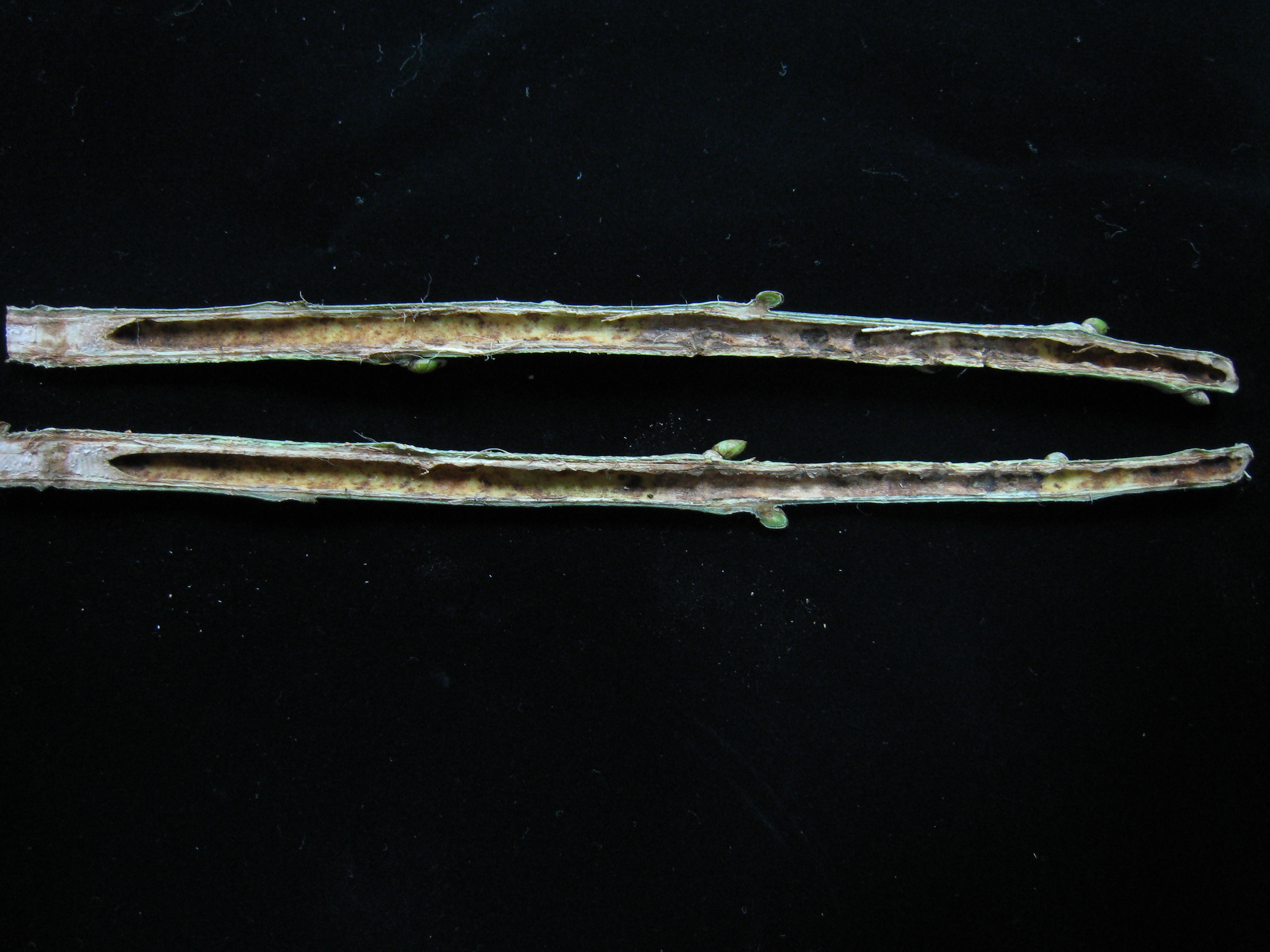
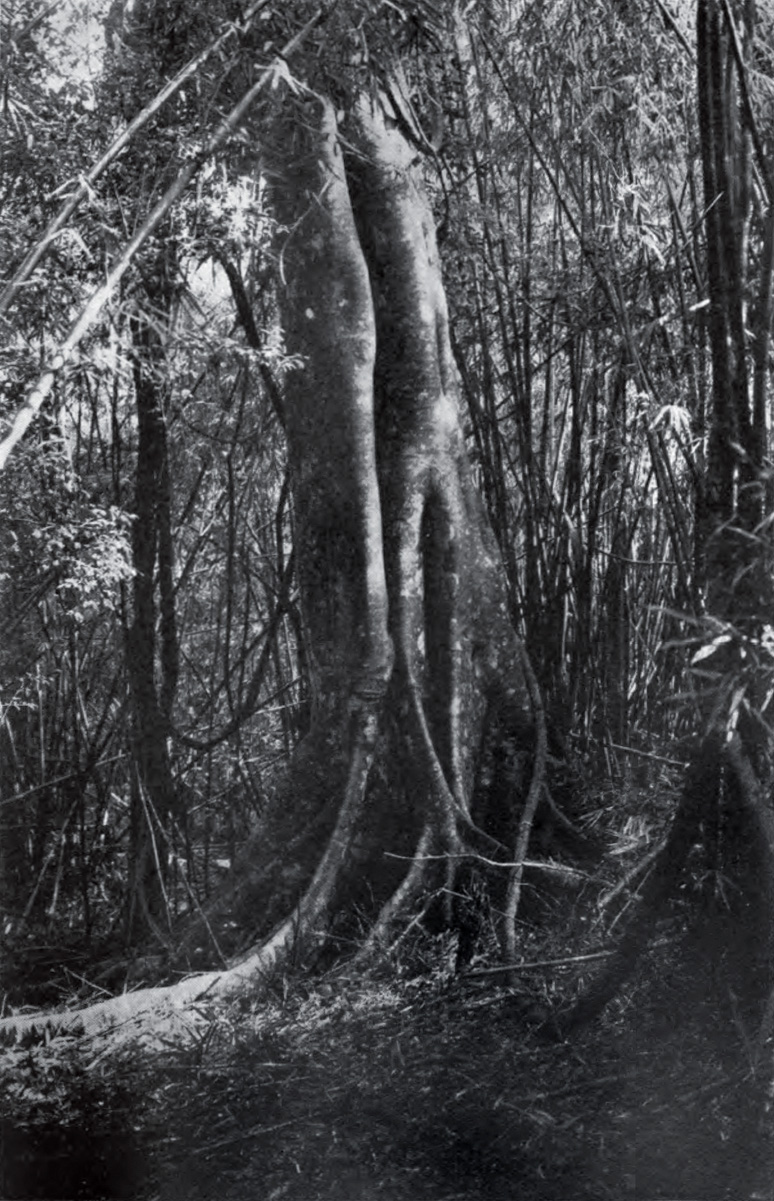